# 伊勢原市
伊勢原市（日语：／ Isehara shi */?）位於日本神奈川縣中心的都市，人口約10萬人，位於該市西北的大山相當有名。
在1960年代前半還是農村地區，從1960年代後半開始，因為住宅地開發，現在則是成為東京郊區的臥城。另一方面，在稻作、果農、酪農等農業方面上，該市在神奈川縣內依然算是相當興盛的。

## 地理
- 山

大山
- 河川

歌川、涉田川、鈴川、栗原川、善波川

## 交通

### 鐵路
小田急電鐵
- 小田原線：伊勢原站 - （愛甲石田站）
  - 對東部的舊成瀬村（日语：成瀬村）一帶來說是愛甲石田站（雖位在厚木市，但有一小部分跨入伊勢原市的石田）最接近。

大山觀光電鐵
- 大山鋼索線：大山cable站 - 大山寺站 - 阿夫利神社站

### 巴士
- 神奈川中央交通（日语：神奈川中央交通）

## 有關名人
- 太田道灌 - 室町時代後期的武將，葬於此市
- 島津冴子 - 聲優